# Repo Man
Repo Man es una película estadounidense de 1984 dirigida por Alex Cox. Fue producida por Jonathan Wacks y Peter McCarthy, con el productor ejecutivo Michael Nesmith. La protagonizan Emilio Estévez y Harry Dean Stanton.

## Sinopsis
Otto es un adolescente punk que busca un trabajo en las calles de Los Ángeles. Un viejo llamado Bud le ofrece un empleo irresistible: ser un Repo Man, o sea, recuperar ilegalmente coches que no han sido pagados por sus dueños. El negocio va viento en popa y Otto se siente a sus anchas, pero la aparición de un coche en cuyo maletero hay algo muy codiciado por gente poco escrupulosa obliga al chico a correr por su vida.

## Reparto
| Actor              | Personaje        |
| ------------------ | ---------------- |
| Harry Dean Stanton | Bud              |
| Emilio Estévez     | Otto             |
| Tracey Walter      | Miller           |
| Olivia Barash      | Leila            |
| Sy Richardson      | Lite             |
| Susan Barnes       | Agente Rogersz   |
| Fox Harris         | J. Frank Parnell |
| Tom Finnegan       | Oly              |
| Del Zamora         | Lagarto          |
| Eddie Vélez        | Napo             |
| Zander Schloss     | Kevin            |
| Jennifer Balgobin  | Debbi            |
| Dick Rude          | Duke             |
| Miguel Sandoval    | Archie           |
| Vonetta McGee      | Marlene          |
| Richard Foronjy    | Plettschner      |
| Bruce White        | Reverendo Larry  |
| Biff Yeager        | Agente B         |
| Ed Pansullo        | Agente E         |
| Steve Mattson      | Agente S         |
| Thomas R. Boyd     | Agente T         |
| Charles Hopkins    | Sr. Humphries    |

## Premios y nominaciones
Premios Saturn
- Ganador - Saturn Award como Mejor Actor de Reparto - Tracey Walter
- Nominado - Concesión de Saturno para la mejor escritura - Alex Cox

Boston Society of Film Critics
- Ganador - Mejor guion

Mystfest
- Nominados - Mejor película

## Banda sonora

### Lista de canciones
1. Iggy Pop - "Repo Man" – 5:12
2. Black Flag - "TV Party" – 3:50
3. Suicidal Tendencies - "Institutionalized" – 3:49
4. Circle Jerks - "Coup d'État" – 1:59
5. The Plugz - "El Clavo y la Cruz" – 2:56
6. Burning Sensations - "Pablo Picasso" – 4:01
7. Fear - "Let's Have a War" – 2:28
8. Circle Jerks - "When the Shit Hits the Fan" – 3:11
9. The Plugz - "Secret Agent Man" – 1:46
10. Juicy Bananas - "Bad Man" – 4:59
11. The Plugz - "Reel Ten" – 3:09